# Роман (железопътна гара)
Железопътна гара Роман е железопътна гара, обслужваща град Роман. През гарата преминава линията София – Варна.

## История
През 1897 г. в Роман идват българският княз Фердинанд I и сръбският крал Александър Обренович, за да открият първия етап на линията София – Варна. Първоначално сградата на гарата се е намирала на друго място.